# Stepan Riabczenko
Stepan Wasylowycz Riabczenko (ukr. Степан Васильович Рябченко, ur. 17 października 1987 w Odessie) – ukraiński artysta specjalizujący się w dziedzinie sztuki cyfrowej, architektury konceptualnej, grafiki, rzeźby i instalacji świetlnych. Znany jest przede wszystkim ze swoich monumentalnych prac oraz wideo instalacji, w których przedstawia cyfrowy wszechświat, łączący idee artysty z bohaterami z mitologii, a także z wizualizacji nieistniejących bytów, takich jak np. wirusy komputerowe, elektroniczne wiatry, wirtualne kwiaty itd.

## Życiorys

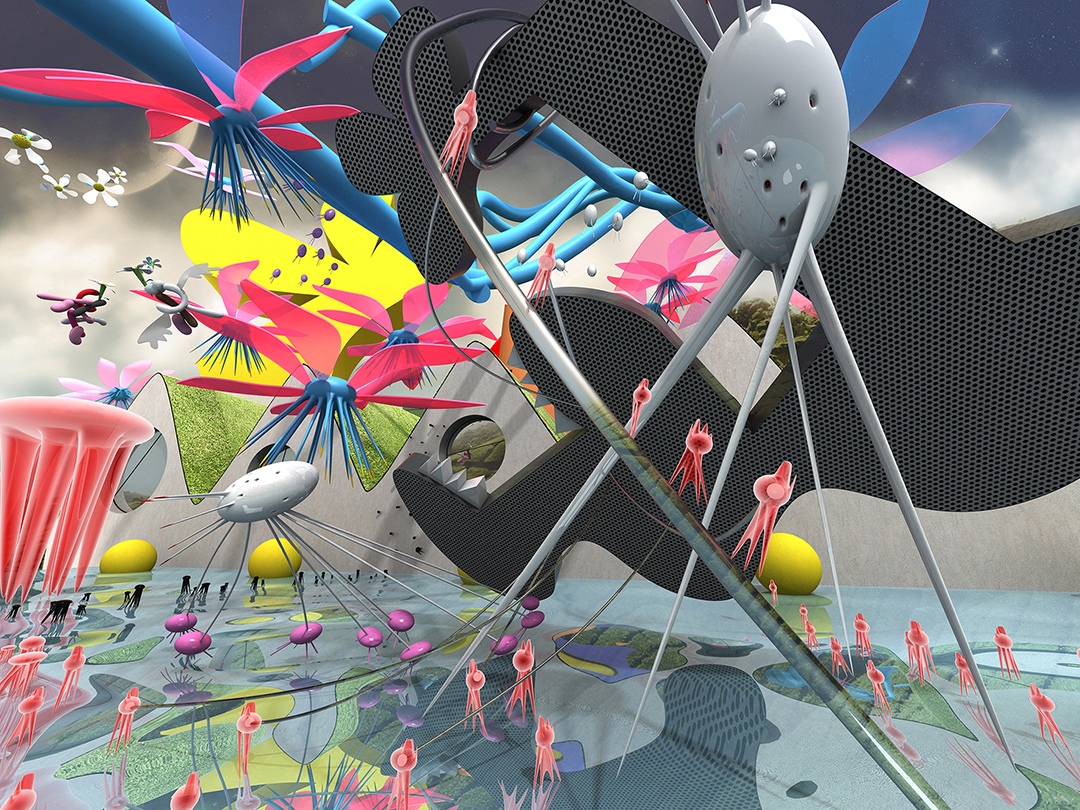
Kuszenie św. Antoniego, 2010

Stepan Riabczenko urodził się 17 października 1987 r. w Odessie w rodzinie artystów. Jego ojciec, Wasyl Riabczenko jest jednym z najważniejszych przedstawicieli współczesnej sztuki ukraińskiej oraz „Nowej Ukraińskiej Fali”, a dziadek, Serhij Riabczenko, był radzieckim i ukraińskim artystą-grafikiem.
W 2011 roku ukończył Odeską Państwową Akademię Budownictwa i Architektury, uzyskując tytuł zawodowy magistra architektury.

W październiku 2015 roku magazyn „Forbes” umieścił go na liście 30. młodych Ukraińców, którzy osiągnęli największe sukcesy w różnych dziedzinach.

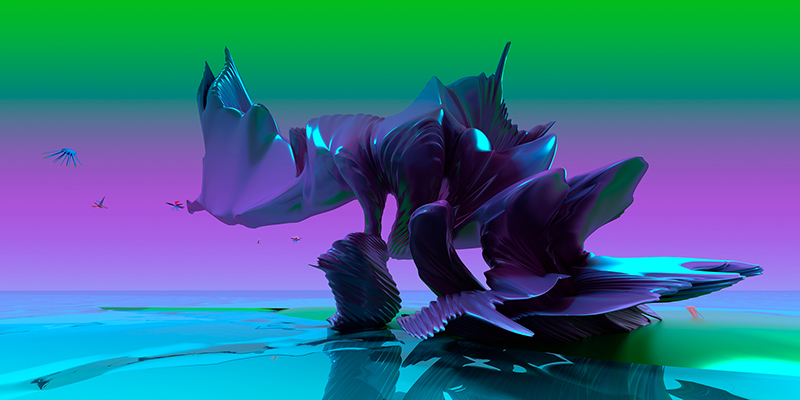
Myśliwy, 2020

Od 2020 roku Stepan Riabczenko pełni funkcję głównego kuratora artystycznego stowarzyszenia twórczego ART LABORATORY. Jest również pomysłodawcą i kuratorem zorganizowanej w przestrzeni wirtualnej międzynarodowej wystawy „Strange Time”, która otwarta została 7 maja 2020 roku podczas kwarantanny związanej z rozprzestrzenianiem się wirusa Covid-19. Wystawa rozwija się i ewoluuje niczym żywy organizm, będąc nieustannie uzupełnianą o prace artystów z całego świata i rozszerzając swoje granice.
W 2020 roku Stepan Riabczenko został pierwszym artystą, który został zaproszony do reprezentowania Ukrainy na międzynarodowym biennale Changwon Sculpture w Korei Południowej.
W 2021 roku artysta znalazł się w rankingu 15. najlepszych światowych artystów zajmujących się sztuką cyfrową brytyjskiego wydania „Electric Artefacts”. W tym samym roku reprezentował Ukrainę na Expo 2020 w Dubaju.
W lipcu 2025 roku Stepan Riabczenko został wybrany członkiem korespondentem Wydziału Sztuk Pięknych Narodowej Akademii Sztuk Ukrainy. Został najmłodszym członkiem obecnego składu Akademii i jej jedynym przedstawicielem z Odessy.
Mieszka i pracuje w Odessie.

## Twórczość

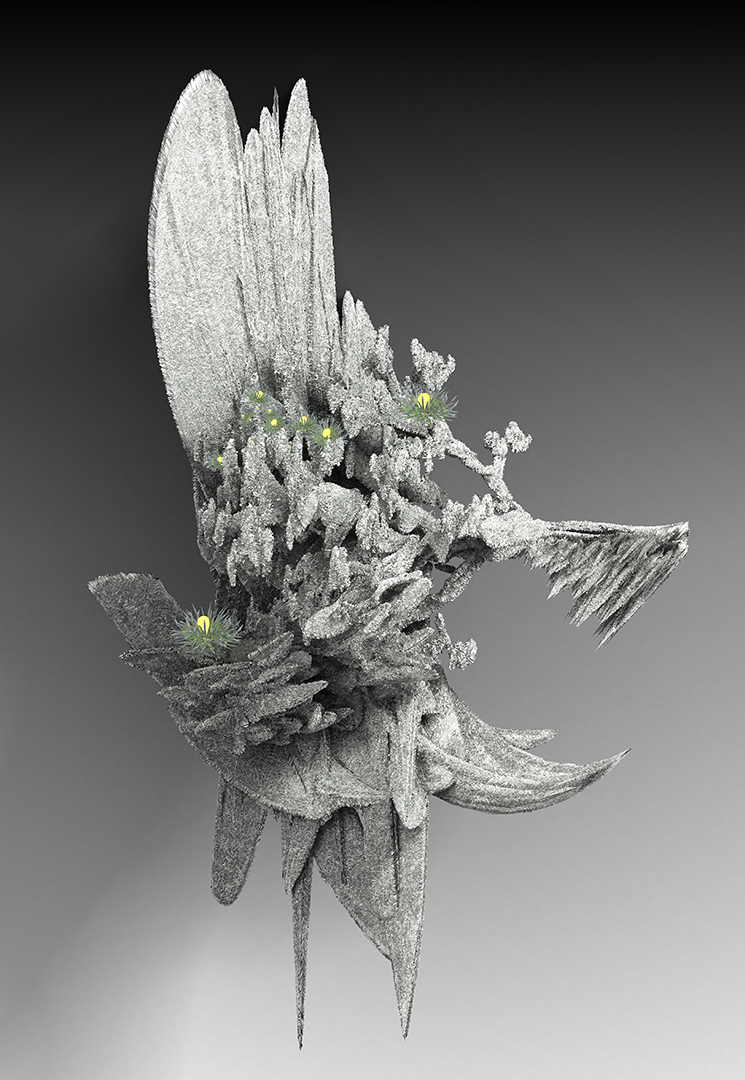
Czarnobyl, 2011

Stepan Riabczenko wykorzystuje szeroką gamę oprogramowania komputerowego oraz sztuki cyfrowej do tworzenia wielkoformatowych cyfrowych wydruków, animacji, rzeźb, instalacji świetlnych oraz filmów przedstawiających wykreowany przez niego cyfrowy wszechświat, zamieszkały przez fikcyjne postaci, surrealistyczne rośliny i zwierzęta oraz przedstawienia wirusów komputerowych. Futurystyczny język wizualny artysty, który oscyluje pomiędzy abstrakcją oraz formami figuratywnymi, eksploruje związki pomiędzy człowiekiem i przestrzenią wirtualną oraz środowiskiem naturalnym.

## Wystawy

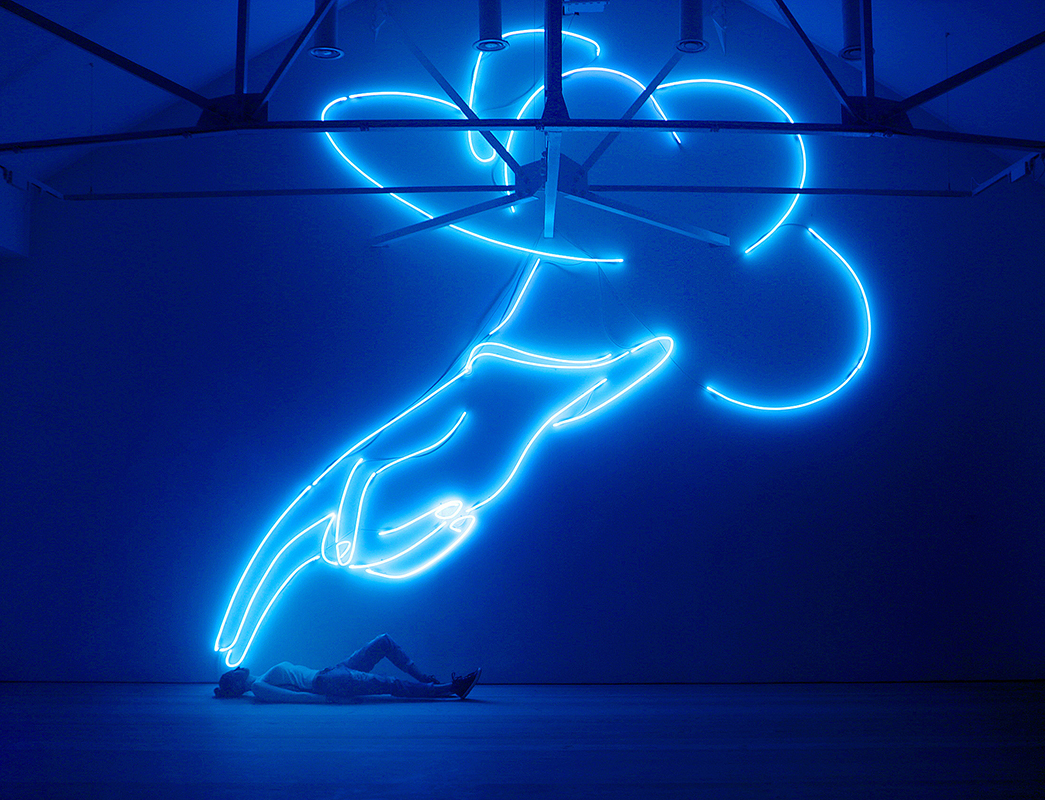
Instalacja Stepana Riabczenki Błogosławiąca Ręka („The Blessing Hand”) w Galerii Saatchi w Londynie.

Prace Stepana Riabczenki były przedstawiane na licznych międzynarodowych wystawach, między innymi w Ludwig Museum (Budapeszt), Albertina (Wiedeń), Moderna galerija (Lublana), Muzeum Sztuki i Historii (Bruksela), MAXXI, Narodowe Muzeum Sztuki XXI wieku (Rzym), Galerii Saatchi (Londyn), w Królikarni (Warszawa), Muzeum Sztuki Współczesnej (Zagrzeb), Danubiana Meulensteen Art Museum (Bratysława), w Moskiewskim Maneżu i Gostinym Dworze (Moskwa), Art Centre Silkeborg Bad (Silkeborg), oraz podczas Ars Electronica.
Dzieła były również eksponowane na szeroką skalę w rodzinnej Ukrainie, przede wszystkim w PinchukArtCentre w Kijowie, Mysteckim Arsenale, Ukraińskim Narodowym Muzeum Sztuki, Odeskim Muzeum Sztuki Zachodniej i Wschodniej, Narodowym Centrum „Ukraiński Dom”, Centrum Sztuki Współczesnej M17 w Kijowie, Odeskim Muzeum Sztuki Współczesnej, Instytucie Sztuki Współczesnej itd.

## Kolekcja
Dzieła w kolekcji publicznej
- Art Collection Telekom, Bonn, Niemcy[44]
- Danubiana Meulensteen Art Museum(inne języki), Bratysława, Słowacja
- Centrum Sztuki Współczesnej M17(inne języki), Kijów, Ukraina[45]
- Odeskie Narodowe Muzeum Sztuki(inne języki), Odessa, Ukraina[46]
- Odeskie Muzeum Sztuki Współczesnej(inne języki), Odessa, Ukraina
- Czerkaskie Muzeum Sztuki(inne języki), Czerkasy, Ukraina
- Muzeum Ukraińskiej Sztuki Współczesnej Korsakiv(inne języki), Łuck, Ukraina[47]
- Park Rzeźby Nowoczesnej PARK3020, Strzałki (obwód lwowski), Ukraina

## Nagrody
2022 — Laureat Nagrody im. Michaela Bozhii w nominacji „Monumentalna Tajemnica”
2020 – Finalista międzynarodowego konkursu Tampa International Airport Public Art Project
2019 – Zwycięzca międzynarodowego konkursu na najlepszy projekt rzeźby-symbolu Międzynarodowego Portu Lotniczego w Odessie
2012 – Laureat międzynarodowego konkursu rzeźby współczesnej „Kyiv Sculpture Project”
2011 – Laureat nagrody PinchukArtCentre
2010 – Laureat pierwszego ukraińskiego triennale sztuki abstrakcyjnej „ART-AKT”